# GOGBOT
GOGBOT is een meerdaags festival, dat wordt georganiseerd door PLANETART. Op het festival worden onder andere veel onderwerpen op het gebied van multimedia, kunst, muziek en technologie behandeld. Het festival is gratis toegankelijk en wil kunst van internationale kwaliteit uit de musea halen en toegankelijk maken voor een breed publiek. Hiernaast worden er ook lezingen gegeven en is er jaarlijks een Youngblood award waar het werk van studenten van de kunstacademie wordt geëxposeerd. Daarnaast is er een filmprogramma. Het festival wordt elk jaar in september gehouden in Enschede en kent ca 20.000 bezoekers.

## Naamgeving
De naam GOGBOT bestaat oorspronkelijk uit twee onderdelen: BOT vanwege de voorliefde voor robotica en GOG vanwege haar dubbele betekenis, zowel de verwijzing naar de bekende Nederlandse schilder Vincent van Gogh en gogo, dat "een beetje gek" betekent.

## Muziek
GOGBOT heeft elk jaar nieuwe elektronische muziek uit Londen en Berlijn. Voorbeelden zijn: Alec Empire (Atari Teenage Riot), Huoratron, Bonaparte, Otto von Schirach, DMX Krew, Clark, Caspa, The Birthday Party, Jason Forrest, Teknoist, Botborg, Gay Against You, Ceephax Acid Crew, Mu-ziq, Noisia, Bong-ra, Dat Politics, Richard Devine, Etienne de Crécy, T.Raumschmiere, Killahbass, Ryoji Ikeda, Carsten Nicolai, Wormskull, Nam Shub of Enki, Baconhead, Kid606, DJ Scotch Egg, Doshy, Meldy Peaches, N-type, Maruosa.

## Thema
GOGBOT werkt altijd vanuit een spraakmakend thema dat inspeelt op ontwikkelingen in de actualiteit. Thema's van de vorige jaren waren Mediapolis, Steampunk, Atompunk, Singulariteit, Datapanic, Japanoiiid, Memes, Sex&Technology en Spaceship Earth. Opmerkelijk aan het festival is dat het altijd 1 of meerdere zeer spraakmakende elementen bevat. Enkele voorbeelden hiervan zijn de autobomwrakken uit Bagdad van Jonas Staal, het gedragen slipjes automaat door jonge meisjes van Tinkebell, de werkplaats voor terroristen van Atelier Van Lieshout, de Nouveau Dada Popart van Viavia Oral en de FEMEN international actie tijdens de Free Pussy Riot Tribute Night.

## Geschiedenis
Het festival is ontstaan vanuit verschillende festivals die PLANETART eerder in het centrum van Enschede georganiseerd heeft,  o.a. in lege panden, op pleinen, poppodia, muziekcentra, voorbeelden zijn the Gods must be Crazy, Op Drift, Sociale Dienst, RealAudio, Exploding Digita, Astro Friezen, etc.
In 2017 wordt de 14de editie georganiseerd.
Opgericht door artistiek directeur Kees de Groot. Wilja Jurg was zakelijk directeur van 2004 tot 2007, daarna Viola van Alphen tot 2015, toen is zij verder gegaan onder de naam ViolaVirus en organiseerde o.a. Manifestations - Will the Future Design Us, in Eindhoven.

## Internationale waardering
Vanwege de toegankelijke opzet en vernieuwende insteek wordt GOGBOT internationaal gewaardeerd. Daarom werd GOGBOT uitgenodigd voor presentaties op onder andere het ISEA in Singapore, Cellsbutton in Indonesië, de Transmediale in Berlijn, Conflux in New York, Japan Media Arts Festival in Japan, Techfest in India en de Wereldtentoonstelling van 2010 in Shanghai. GOGBOT won in 2011 de landelijke innovatieprijs en werd uitgeroepen tot meest innovatieve festival van Nederland.